# 米子自動車道
米子自動車道（日语：／ Yonago jidōshadō */?）是起於岡山縣真庭市落合系統交流道，訖於鳥取縣米子市的高速公路（高速自動車國道）。略稱為米子道（よなごどう、YONAGO EXPWY）。法定路線名則與岡山自動車道合併稱為中國橫斷自動車道岡山米子線（岡山市北區 - 境港市）。

## 交流道
- 交流道（IC）編號欄的背景色為■顯示該部分道路已經啟用，設施名稱欄的背景色為■顯示該部分設施尚未啟用，未通車路段名稱皆為臨時名稱。
- 智能交流道（SIC）以背景色■顯示。
- 巴士站（BS），○/●為使用中，◆為停用中設施。無標示者為未設置巴士站。
- IC為交流道的簡寫，JCT為系統交流道的簡寫，SA為服務區的簡寫，PA為停車區（日语：パーキングエリア）的簡寫，TB為公路收費站的簡寫，CB為車輛輪胎穿脫鐵鏈場的簡寫。

| 交流道 編號              | 中文設施名稱       | 日文設施名稱 | 英文設施名稱 | 接續路線名稱           | 起點 里程 （公里）                 | 巴士站                                             | 備註                                    | 所在地                                                                     | 所在地                              |
| ------------------------ | ------------------ | ------------ | ------------ | ---------------------- | ---------------------------------- | -------------------------------------------------- | --------------------------------------- | -------------------------------------------------------------------------- | ----------------------------------- |
| (15)                     | 落合JCT            |              |              | E2A 中國自動車道       | 0.0                                | -                                                  |                                         | 岡山縣 真庭市                                                              | 岡山縣 真庭市                       |
| 1                        | 久世IC             |              |              | 國道181號              | 3.2                                | ○                                                  |                                         | 岡山縣 真庭市                                                              | 岡山縣 真庭市                       |
| -                        | 上野PA             |              |              | -                      | 7.2                                |                                                    |                                         | 岡山縣 真庭市                                                              | 岡山縣 真庭市                       |
| -                        | 摺鉢山南CB         |              |              | -                      | 9.3                                | -                                                  |                                         | 岡山縣 真庭市                                                              | 岡山縣 真庭市                       |
| -                        | 摺鉢山隧道         |              |              | -                      |                                    | -                                                  | 上行線長度4,093公尺 下行線長度4,099公尺 | 岡山縣 真庭市                                                              | 岡山縣 真庭市                       |
| -                        | 摺鉢山北CB         |              |              | -                      | 14.4                               | -                                                  |                                         | 岡山縣 真庭市                                                              | 岡山縣 真庭市                       |
| 2                        | 湯原IC             |              |              | 國道313號 北條湯原道路 | 15.6                               | ◆                                                  |                                         | 岡山縣 真庭市                                                              | 岡山縣 真庭市                       |
| -                        | 玉田山隧道         |              | /            | -                      |                                    | -                                                  | 上行線長度1,655公尺 下行線長度1,627公尺 | 岡山縣 真庭市                                                              | 岡山縣 真庭市                       |
| -                        | 玉田山北CB         |              | /            | -                      | 21.8                               | -                                                  |                                         | 岡山縣 真庭市                                                              | 岡山縣 真庭市                       |
| -                        | 二川BS             |              |              | -                      | 24.0                               | ○                                                  | 2016年7月15日重新啟用                   | 岡山縣 真庭市                                                              | 岡山縣 真庭市                       |
| -                        | 蒜山高原SA         |              |              | -                      | 32.5                               |                                                    |                                         | 岡山縣 真庭市                                                              | 岡山縣 真庭市                       |
| 3                        | 蒜山IC             |              |              | 國道482號              | 33.5                               |                                                    |                                         | 岡山縣 真庭市                                                              | 岡山縣 真庭市                       |
| -                        | 三平山隧道         |              | /            | -                      |                                    | -                                                  | 長度2,257公尺                           | 岡山縣 真庭市                                                              | 岡山縣 真庭市                       |
| -                        | 三平山隧道         | 鳥取縣       | /            | -                      | 日野郡 江府町                      | -                                                  | 長度2,257公尺                           |                                                                            |                                     |
| -                        | 宮市隧道           | 鳥取縣       |              | /                      | 日野郡 江府町                      | -                                                  |                                         | -                                                                          | 上行線長度336公尺 下行線長度366公尺 |
| -                        | 江府CB             | 鳥取縣       |              | /                      | 日野郡 江府町                      | -                                                  | 46.6                                    | -                                                                          | 只限下行線                          |
| 4                        | 江府IC/CB          | 鳥取縣       |              |                        | 日野郡 江府町                      | 國道181號（國道183號、國道482號重複） 江府三次道路 | 48.9                                    | ○                                                                          | CB只限上行線                        |
| -                        | 根雨原隧道         | 鳥取縣       |              | /                      | -                                  |                                                    | -                                       | 長度721公尺                                                                | 西伯郡 伯耆町                       |
| 5                        | 溝口IC             | 鳥取縣       |              |                        | 鳥取縣道45號倉吉江府溝口線         | 57.2                                               | ○                                       |                                                                            | 西伯郡 伯耆町                       |
| 5-1                      | 大山PA 大山高原SIC | 鳥取縣       |              |                        | 鳥取縣道326號大山高原Smart Inter線 | 61.7                                               | ○                                       |                                                                            | 西伯郡 伯耆町                       |
| -                        | 米子收費站         | 鳥取縣       |              |                        | -                                  | 66.1                                               | -                                       | 公路收費站                                                                 | 米子市                              |
| 6 (16)                   | 米子IC/JCT         | 鳥取縣       |              |                        | E9 山陰自動車道 國道431號          | 66.5                                               |                                         | IC與JCT一體化構造 JCT只限往松江、出雲方向接續 IC只限中國道、岡山方向出入口 | 米子市                              |
|                          | 米子北IC           | 鳥取縣       |              |                        | 鳥取縣道207號皆生西原線            |                                                    | -                                       | 工程凍結中                                                                 | 米子市                              |
| 境港方向（基本計劃路段） |                    |              |              |                        |                                    |                                                    |                                         |                                                                            |                                     |

## 歴史
- 1989年（平成元年）12月14日 : 江府交流道 - 米子交流道間啟用。
- 1992年（平成4年）12月18日 : 落合系統交流道 - 江府交流道間啟用，全線啟用。但是，此時點僅落合系統交流道～久世交流道間為雙向4車道，其他路段仍為暫定2車道。
- 2004年（平成16年）11月30日 : 上野停車區 - 湯原交流道間雙向両側4車道化。
- 2005年（平成17年）
  - 8月4日 : 米子系統交流道部分用，可從山陰自動車道松江（日语：松江中央インターチェンジ）・出雲（日语：出雲インターチェンジ）方向直接連結往米子自動車道落合・岡山方向。
  - 10月20日 : 湯原交流道 - 蒜山交流道間雙向4車道化。
- 2006年（平成18年）8月11日 : 米子系統交流道部分啟用，可從米子自動車道落合・岡山方向直接連結山陰自動車道松江・出雲方向。
- 2009年（平成21年）12月18日 : 蒜山高原服務區（上下線）廁所改装。
- 2011年（平成23年）
  - 2月9日 : 落合系統交流道 - 米子交流道間被指定為高速公路免費化（日语：高速道路無料化）社會實驗的對象路段[8]（但實際上該實驗並未進行）。
  - 6月30日 : 大山高原智慧型交流道啟用[9][10]。
  - 10月12日 : 久世交流道 - 上野停車區間的對面通行解除[11]。
  - 12月9日 : 久世交流道 - 上野停車區間雙向4車線化，從落合系統交流至蒜山交流道間的雙向4車線化完工[12]。

## 路線狀況

### 道路管理者
- NEXCO西日本中國支社（日语：西日本高速道路中国支社）
  - 津山高速公路事務所：落合系統交流道 - 久世交流道
  - 米子高速公路事務所：久世交流道 - 米子交流道/系統交流道
- 國土交通省中國地方整備局：米子交流道/系統交流道 - 米子北交流道

### 公路廣播
- 蒜山（湯原交流道 - 蒜山交流道）

### 所管警察
- 岡山縣警察高速公路交通警察隊
  - 北部方面隊：落合系統交流道 - 岡山、鳥取縣境
- 鳥取縣警察高速公路交通警察隊：岡山、鳥取縣境 - 米子交流道/系統交流道

## 地理

### 通過自治體
- 岡山縣
  - 真庭市
- 鳥取縣
  - 日野郡江府町 - 西伯郡伯耆町 - 米子市

### 連接高速公路
- E2A 中國自動車道（於落合系統交流道連接）
- E9 山陰自動車道（於米子系統交流道連接松江、出雲方向）

### 來源
1. 1 2 3   (PDF). 岡山県土木部道路整備課: 29. 2014-01-16  [2019-01-06]. （原始内容存档 (PDF)于2024-09-24）.
2. 1 2 3   (PDF). 岡山県土木部道路整備課: 117. 2014-01-16  [2019-01-06]. （原始内容存档 (PDF)于2019-01-06）.
3. ↑   (PDF). 国土交通省中国地方整備局・西日本高速道路: 7. 2018-12-27  [2019-01-05]. （原始内容存档 (PDF)于2021-12-24）.
4. ↑  . 日本交通株式会社. 2016-06-14  [2016-06-25]. （原始内容存档于2018-03-05）.
5. ↑  . 生活環境部くらし安全課. 真庭市. 2016-06-22  [2016-06-25]. （原始内容存档于2016-08-10）.
6. ↑   (PDF). 国土交通省道路局. 2006-02-07  [2023-06-09]. （原始内容存档 (PDF)于2024-09-24）.
7. ↑   (PDF). 米子市. 2020-05  [2021-10-15]. （原始内容存档 (PDF)于2024-09-24）.
8. ↑  . 日本海新聞 (新日本海新聞社). 2011-02-09  [2018-12-30]. （原始内容存档于2011-02-16）.
9. ↑   (新闻稿). 鳥取県・伯耆町・西日本高速道路中国支社. 2011-05-20  [2011-07-15]. （原始内容存档于2020-08-02）.
10. ↑  . 日本海新聞 (新日本海新聞社). 2011-06-01  [2011-07-15]. （原始内容存档于2011-06-03）.
11. ↑   (新闻稿). 西日本高速道路中国支社. 2011-09-14  [2018-12-30]. （原始内容存档于2020-08-02）.
12. ↑   (新闻稿). 西日本高速道路中国支社. 2011-11-16  [2018-12-30]. （原始内容存档于2020-08-02）.

## 外部連結
- 西日本高速公路株式会社 （页面存档备份，存于）